# Saint-Martin-des-Landes
Saint-Martin-des-Landes é uma comuna francesa na região administrativa da Normandia, no departamento Orne. Estende-se por uma área de 11,53 km². Em 2010 a comuna tinha 211 habitantes (densidade: 18,3 hab./km²).